# Т̀
Cette page contient des caractères spéciaux ou non latins. S’ils s’affichent mal (▯, ?, etc.), consultez la page d’aide Unicode.
Т̀ (minuscule : т̀), appelé té accent grave, est une lettre additionnelle de l’alphabet cyrillique qui a été utilisée en komi-zyriène et tchouvache au XIXe siècle. Elle est composée du té ‹ т › diacrité d’un accent grave.

## Représentation informatique
Le té accent grave peut être représenté avec les caractères Unicode suivants :
- décomposé (cyrillique, diacritiques) :

| formes    | représentations | chaînes de caractères | points de code | descriptions                                            |
| --------- | --------------- | --------------------- | -------------- | ------------------------------------------------------- |
| capitale  | Т̀               | Т◌̀                    | U+0422 U+0300  | lettre majuscule cyrillique té diacritique accent grave |
| minuscule | т̀               | т◌̀                    | U+0442 U+0300  | lettre minuscule cyrillique té diacritique accent grave |